# Смит, Остин
Остин Чарльз Смит (англ. Austin Charles Smith, 20 мая 1985, Кейптаун, ЮАР) — южноафриканский хоккеист (хоккей на траве), защитник. Чемпион Африки 2009 года. 

## Биография
Остин Смит родился 20 мая 1985 года в южноафриканском городе Кейптаун.
Учился в начальной школе в Пайнлэндс-Норт, где стал заниматься хоккеем на траве. Перейдя в среднюю школу, вошёл в юношескую сборную провинции, затем играл за юношеские сборные ЮАР среди игроков до 16 и 18 лет, был их капитаном.
В марте 2004 года дебютировал в сборной ЮАР.
В 2005—2009 годах играл за английский «Рединг», в составе которого дважды становился чемпионом страны. С 2009 года выступает за нидерландский «Ден Босх».
В 2008 году вошёл в состав сборной ЮАР по хоккею на траве на летних Олимпийских играх в Пекине, занявшей 12-е место. Играл на позиции защитника, провёл 6 матчей, забил 4 мяча (два в ворота сборной Канады, по одному — Пакистану и Китаю).
В 2012 году вошёл в состав сборной ЮАР по хоккею на траве на летних Олимпийских играх в Лондоне, занявшей 11-е место. Играл на позиции защитника, провёл 6 матчей, забил 1 мяч в ворота сборной Великобритании.
Трижды участвовал в чемпионатах мира. В 2010 году в Нью-Дели, где южноафриканцы заняли 10-е место, забил 1 мяч. В 2014 году в Гааге сборная ЮАР стала 11-й, Смит вновь отличился один раз. В 2018 году в Бхубанешваре, где южноафриканцы заняли 16-е место, мячей не забивал.
В 2009 году был капитаном сборной ЮАР, завоевавшей золотые медали чемпионата Африки.
Дважды участвовал в хоккейных турнирах Игр Содружества — в 2010 году в Нью-Дели и в 2014 году в Глазго.
В 2008 и 2010 годах был признан лучшим хоккеистом ЮАР. В 2009 году вошёл в символическую сборную мира.